# Al-Nābiġa al-D̠ubyānī
al-Nābiġa al-D̠ubyānī était un poète arabe, né vers le milieu du VIe siècle.

## Biographie
Al-Nābiġa al-D̠ubyānī est issu de la tribu des Banu Dhubyan, il a vécu près de La Mecque. Il a d'abord été poète de tribu, avant d'entrer à la cour du roi Lakhmide Al-Nu'man Abu Qabus, que Dubyani pleurera dans une élégie devenue célèbre.
À cause de quelques vers sur la reine jugés insultants, il est obligé de quitter le royaume avant d'y revenir en 600. Il entre alors dans la cour des Ghassanides où il mène une vie fastueuse.
La date de sa mort est incertaine, mais il semble qu'il ignorait ce qu'était l'islam.
Ses poésies sont en grande partie des éloges et des satires sur les Ghassanides, les Banu Abs et les Banu Dhubyan.

## Extrait
La fin de son ode, parfois incluse dans les mu'allaqât, traduite par Jacques Berque, montre l'aspect politique de ce poète.
Voilà!

Ma louange si bellement tu l'écoutes

Ce n'aura pas été, oh non, malédiction !

pour me produire à tes faveurs

Ce n'est qu'une plaidoirie, puisse-t-elle me servir

sinon j'aurais fait pacte avec le malheur !